# Mathieu Lacombe
 (février 2024).
L'article doit être relu — et modifié si nécessaire — par des contributeurs indépendants pour apporter un regard critique aux contributions effectuées en violation des conditions d'utilisation de Wikipédia, tant sur la forme (notamment concernant le style encyclopédique, la proportionnalité) que sur le fond (la neutralité de point de vue, la qualité et l'indépendance des sources).
Vous pouvez aider à l'améliorer ou bien discuter des problèmes sur sa page de discussion.
- Cet article biographique nécessite des références supplémentaires pour assurer sa vérifiabilité. (Marqué depuis février 2024)

- Archive Wikiwix
- Bing
- Cairn
- DuckDuckGo
- E. Universalis
- Gallica
- Google
- G. Books
- G. News
- G. Scholar
- Persée
- Qwant
- (zh) Baidu
- (ru) Yandex
- (wd) trouver des œuvres sur Wikidata

Mathieu Lacombe est un journaliste et homme politique québécois.
Il est élu député à l'Assemblée nationale du Québec sous la bannière de la Coalition avenir Québec lors des élections générales québécoises de 2018, représentant la circonscription de Papineau, en Outaouais.
Le 18 octobre 2018, il est nommé ministre de la Famille ainsi que ministre responsable de la région de l'Outaouais.
Il est réélu lors des élections générales du 20 octobre 2022. Il est maintenant ministre de la Culture et des Communications, ministre responsable de la Jeunesse et ministre responsable de la région de l'Outaouais.

## Biographie

### Études
Mathieu Lacombe naît[réf. nécessaire] et grandit à Repentigny[source secondaire nécessaire]. Il entreprend d'abord des études collégiales au Cégep régional de Lanaudière à Terrebonne, en arts et lettres, spécialité communications.
Il déménage dans la région d'Ottawa-Gatineau, en 2010, pour étudier en journalisme. Il y décroche un diplôme d'études collégiales en journalisme électronique du Collège La Cité, en 2012, ainsi qu'un baccalauréat spécialisé en journalisme et une mineure en science politique de l'Université d'Ottawa, en 2014.
Il a également été étudiant à la maîtrise en administration des affaires à l'Université du Québec en Outaouais.

### Parcours journalistique
Lacombe commence le journalisme en écrivant dans le journal étudiant de son cégep, à Terrebonne. Il est aussi bénévole à la télévision régionale des Moulins et pigiste à La Revue de Terrebonne.
Par la suite, en 2012, il devient journaliste pour Radio-Canada Ottawa-Gatineau, à la télévision et la radio. Deux ans plus tard, à 26 ans, il devient chef d’antenne du bulletin de nouvelles de 18 h à TVA Gatineau-Ottawa.
Parallèlement à son travail journalistique, Mathieu Lacombe exerce aussi la fonction de président de la Fédération professionnelle des journalistes du Québec, pour la section de l'Outaouais. Pendant son mandat, il est notamment appelé à prendre la défense d'un journaliste arrêté par le Service de police de la Ville de Gatineau dans le cadre de ses fonctions.
En juin 2018, il devient porte-parole de la Société de transport de l'Outaouais avant de se présenter comme candidat aux élections générales.

## Parcours politique

### Les débuts
En 2008, il est candidat défait dans la circonscription de D'Arcy-McGee.

### Élections générales de 2018
Journaliste pendant une dizaine d'années, il fait un retour en politique en août 2018. Après avoir refusé deux fois de se présenter pour la Coalition avenir Québec, il se fait approcher une troisième fois par le parti. Il devient alors candidat dans la circonscription de Papineau, en Outaouais. Le 1er octobre 2018, il est élu avec 46,9 % des voix dans une circonscription représentée par le Parti libéral du Québec depuis 1981.
Lors de la formation de son gouvernement, le premier ministre François Legault choisit Lacombe pour siéger au Conseil exécutif du Québec à titre de ministre de la Famille et de ministre responsable de la région de l'Outaouais. Alors âgé de 30 ans, il est le plus jeune ministre du cabinet.[réf. nécessaire] Ses deux jeunes enfants retiennent d'ailleurs l'attention lors de l'assermentation, lorsqu'ils s'invitent dans la cérémonie.

#### Développement du réseau des CPE
À titre de ministre de la Famille, Mathieu Lacombe relance notamment le développement des centres de la petite enfance (CPE), qui était sur la glace depuis quelques années. En février 2019, il annonce la création de 2 500 nouvelles places et relance des projets qui étaient au point mort depuis des années, totalisant 13 500 places supplémentaires. Le 13 mars 2020, la pandémie de COVID-19 vient bouleverser le réseau dont il est aux commandes. Il annonce, en présence du premier ministre François Legault, la fermeture de tous les services de garde éducatifs à l'enfance du Québec et la mise en place de services de garde d'urgence.
En février 2021, constatant des retards dans la livraison des places promises, le ministre annonce une réforme en profondeur s'impose. Il annonce dans la foulée la tenue d'une consultation et la présentation d'un plan pour l'automne suivant. Cette sortie du ministre, alors qu'il est en poste depuis deux ans, est critiquée et tournée au ridicule par ses adversaires, qui l'accusent d'avoir perdu le contrôle et de se déresponsabiliser.
Quelques mois plus tard, en octobre 2021, il annonce un plan d'action pour compléter le développement du réseau des CPE. Le plan est assorti d'un budget de près de 3 milliards de dollars en vue d'ajouter 37 000 places en garderies subventionnées au réseau. Il dépose le jour même le projet de loi 1, qui accorde une priorité d'accès aux enfants défavorisés et encadre les garderies privées non subventionnées.
Parmi les autres mesures annoncées, le ministère de la Famille consent des augmentations de salaire de 30 % sont consenties aux éducatrices à la petite-enfance et vise l'intégration au réseau des CPE de la totalité des garderies privées non subventionnées est lancée.
La réforme est globalement bien accueillie par le milieu de la petite enfance[source secondaire nécessaire][Interprétation personnelle ?]. Malgré tout, elle comporte aussi son lot de critiques de la part des partis d'opposition et du mouvement Ma place au travail, qui déplorent notamment que le ministre n'y ait pas intégré un droit à obtenir une place pour leurs enfants, comme c'est le cas au Québec pour le droit à l'instruction publique.

### Élections générales de 2022
Mathieu Lacombe est réélu député de Papineau lors des élections du 3 octobre 2022. Lors du dévoilement du nouveau conseil des ministres, le 20 octobre 2022, il est nommé ministre de la Culture et des Communications, ministre responsable de la Jeunesse, ministre responsable de la région de l'Outaouais et ministre responsable de la région de l'Abitibi-Témiscamingue.
Lors de son arrivée en poste, la nomination d'un ministre responsable de l'Abitibi-Témiscamingue représentant une circonscription de l'Outaouais est décriée. Un an plus tard, à la demande de Lacombe, la charge de cette fonction est confiée à Jean Boulet,.

## Vie personnelle
Mathieu Lacombe est le père de deux garçons. Il est en couple de 2021 à 2024 avec la vice-première ministre et ministre des Transports et de la Mobilité durable, Geneviève Guilbault,.

## Résultats électoraux
|                                                                                               | Nom                       | Parti              | Nombre de voix | %      | Maj.   |
| --------------------------------------------------------------------------------------------- | ------------------------- | ------------------ | -------------- | ------ | ------ |
|                                                                                               | Mathieu Lacombe (sortant) | Coalition avenir   | 19 791         | 52,8 % | 14 627 |
|                                                                                               | Marie-Claude Latourelle   | Québec solidaire   | 5 164          | 13,8 % | -      |
|                                                                                               | Marc Carrière             | Conservateur       | 4 970          | 13,3 % | -      |
|                                                                                               | Audrey-Ann Chicoine       | Parti québécois    | 3 834          | 10,2 % | -      |
|                                                                                               | Wittlyn Kate Semervil     | Libéral            | 3 151          | 8,4 %  | -      |
|                                                                                               | Melissa Arbour            | Vert               | 450            | 1,2 %  | -      |
|                                                                                               | Cédric Brazeau            | Démocratie directe | 104            | 0,3 %  | -      |
| Total                                                                                         | Total                     | Total              | 37 464         | 100 %  |        |
| Le taux de participation lors de l'élection était de 59,4 % et 383 bulletins ont été rejetés. |                           |                    |                |        |        |

|                                                                                               | Nom                       | Parti               | Nombre de voix | %      | Maj.  |
| --------------------------------------------------------------------------------------------- | ------------------------- | ------------------- | -------------- | ------ | ----- |
|                                                                                               | Mathieu Lacombe           | Coalition avenir    | 16 975         | 46,9 % | 8 617 |
|                                                                                               | Alexandre Iracà (sortant) | Libéral             | 8 358          | 23,1 % | -     |
|                                                                                               | Mélanie Pilon-Gauvin      | Québec solidaire    | 5 434          | 15 %   | -     |
|                                                                                               | Yves Destroismaisons      | Parti québécois     | 3 828          | 10,6 % | -     |
|                                                                                               | Michel Tardif             | Vert                | 547            | 1,5 %  | -     |
|                                                                                               | Joanne Godin              | Conservateur        | 463            | 1,3 %  | -     |
|                                                                                               | Lynn Boyer                | Citoyens au pouvoir | 252            | 0,7 %  | -     |
|                                                                                               | Isabelle Yde              | Parti nul           | 227            | 0,6 %  | -     |
|                                                                                               | Claude Flaus              | Parti 51            | 84             | 0,2 %  | -     |
| Total                                                                                         | Total                     | Total               | 36 168         | 100 %  |       |
| Le taux de participation lors de l'élection était de 60,9 % et 446 bulletins ont été rejetés. |                           |                     |                |        |       |

|                                                                                               | Nom                           | Parti               | Nombre de voix | %      | Maj.   |
| --------------------------------------------------------------------------------------------- | ----------------------------- | ------------------- | -------------- | ------ | ------ |
|                                                                                               | Lawrence S. Bergman (sortant) | Libéral             | 14 087         | 88,7 % | 13 421 |
|                                                                                               | Jean-Christophe Mortreux      | Vert                | 666            | 4,2 %  | -      |
|                                                                                               | Marie-Aude Ardizzon           | Parti québécois     | 564            | 3,6 %  | -      |
|                                                                                               | Mathieu Lacombe               | Action démocratique | 292            | 1,8 %  | -      |
|                                                                                               | Abraham Weizfeld              | Québec solidaire    | 264            | 1,7 %  | -      |
| Total                                                                                         | Total                         | Total               | 15 873         | 100 %  |        |
| Le taux de participation lors de l'élection était de 38,9 % et 125 bulletins ont été rejetés. |                               |                     |                |        |        |